# カンロック県

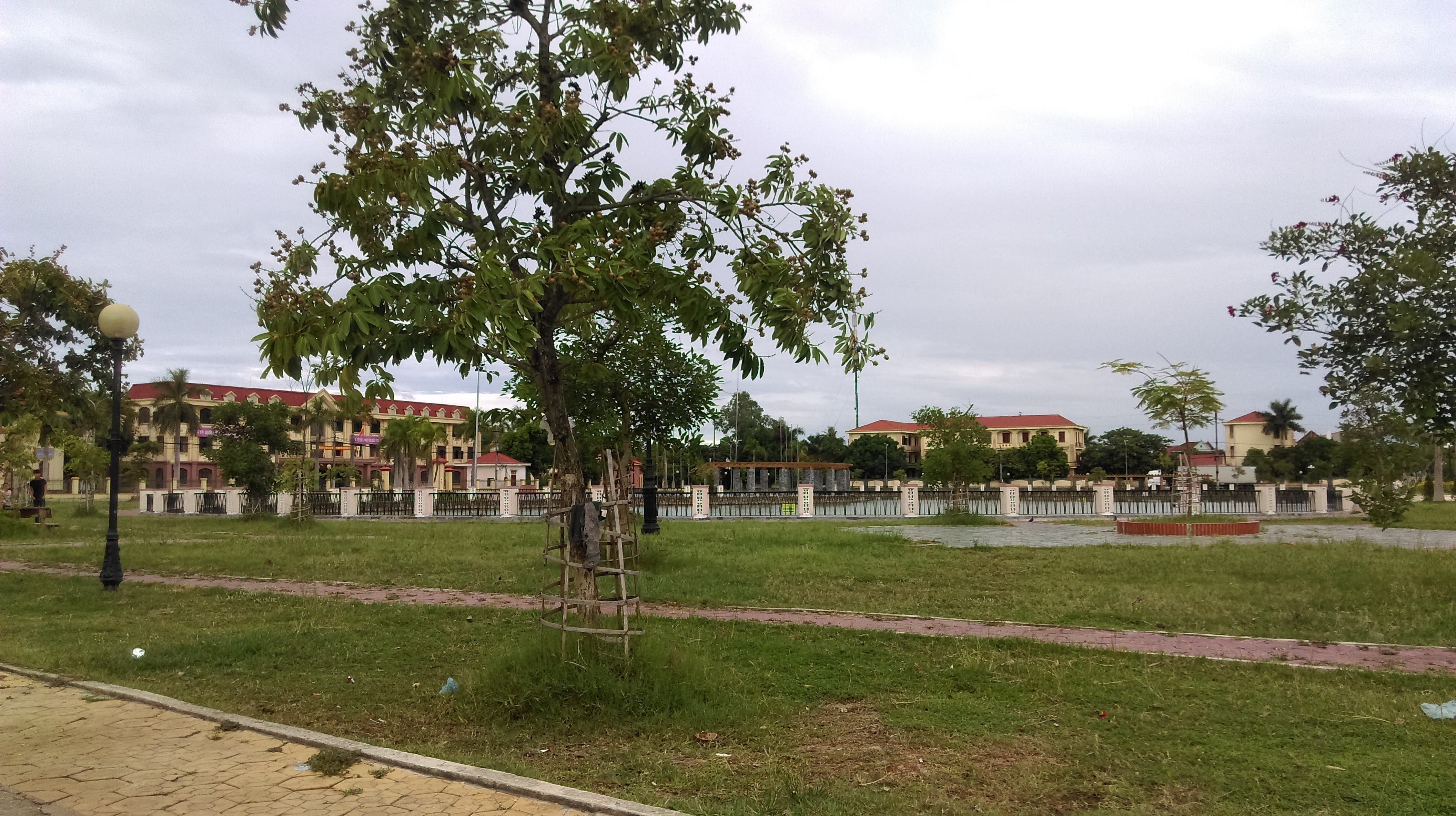
人民委員会

カンロック県（カンロックけん、ベトナム語：Huyện Can Lộc / 縣干祿? ）は、ベトナム社会主義共和国ハティン省の県。面積は378 km²、人口は180,931人（2003年）である。

## 行政区画
2市鎮16社を管轄する。